# Rosaline Elbay
Rosaline Elbay (Le Caire, 21 novembre 1990) est une actrice, productrice et écrivaine égyptienne. 

## Filmographie
- 2023 : Kaleidoscope
- 2019 : Ramy